# Gula kindpåsråttor
Gula kindpåsråttor (Pappogeomys) är ett släkte av däggdjur som ingår i familjen kindpåsråttor.

## Beskrivning
Arterna liknar andra kindpåsråttor i utseende. De når en kroppslängd (huvud och bål) av 13 till 18 cm och den nakna svansen är 5 till 9 cm lång. Kännetecknande är en vit, ljusbrun eller kanelfärgade fläck på nosen. Annars är den mjuka pälsen orangebrun till mörkbrun på ovansidan och ljusare på buken. Framfötterna har kraftiga klor för att gräva i marken.
Dessa gnagare förekommer i Mexiko i bergstrakter som är 900 till 3000 meter höga. Regionen är täckt av skog och ängar. Gula kindpåsråttor uppsöker även odlingsmark för att hämta sin föda och där bekämpas de intensiv av bönder. Födan utgörs av rötter, gräs och örter.
IUCN listar Pappogeomys alcorni som akut hotad (CR) och den andra arten som livskraftig (LC).

## Systematik
Arter enligt Mammal Species of the World: A Taxonomic and Geographic Reference:
- Pappogeomys alcorni
- Pappogeomys bulleri

Catalogue of Life listar släktet Cratogeomys som undersläkte till Pappogeomys.